# Звучна заднонебна преградна съгласна
Звучната заднонебна преградна съгласна е вид съгласен звук, използван в много говорими езици. В Международната фонетична азбука той се отбелязва със символа g. Това е звукът в българския, обозначаван с „г“.
Звучната небна преградна съгласна се използва в езици като английски (gaggle, ), испански (gato, [ˈɡät̪o̞]), немски (Lüge, [ˈlyːɡə]), полски (gmin, [ɡmʲin̪]), руски (голова, [ɡəɫɐˈva]), френски (gain, [ɡɛ̃]).